# Tom Ahlström

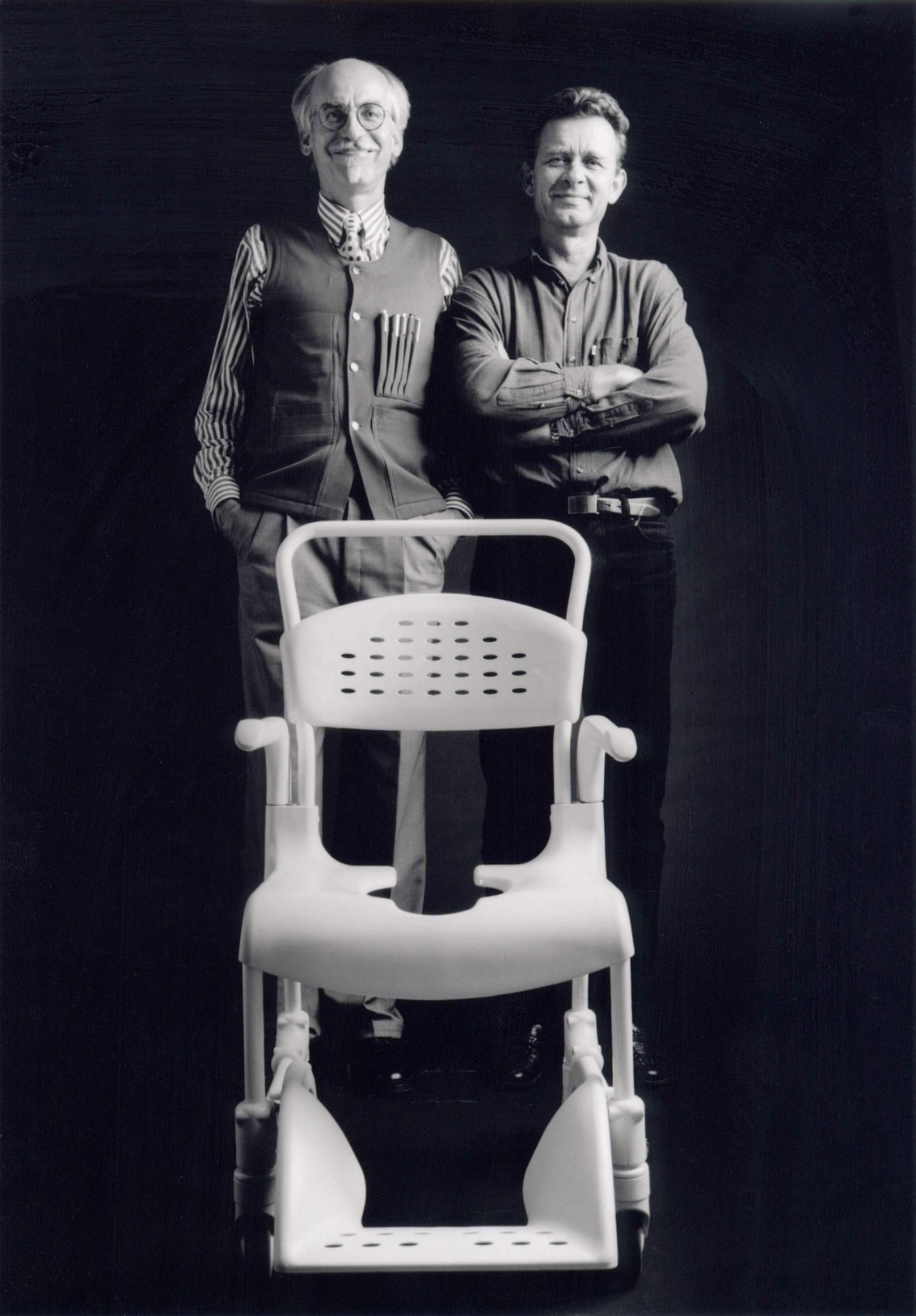
Tom Ahlström (till höger) och Hans Ehrich med sin dusch- och toalettstol "Clean" för sjukhus och vårdinrättningar år 1998.

Tom Ahlström, född 30 maj 1943 i Helsingfors, är en svensk formgivare. Tillsammans med Hans Ehrich bildade han 1968 A&E Design.

## Utbildning och verk
Tom Ahlström växte upp i Västerås och flyttade 1964 till Stockholm. Från 1964 till 1968 studerade han vid avdelningen för metall med inriktning på hantverk och silversmide vid Konstfackskolan i Stockholm. Här träffade han sin framtida partner Hans Ehrich som tog examen ett år före Ahlström.

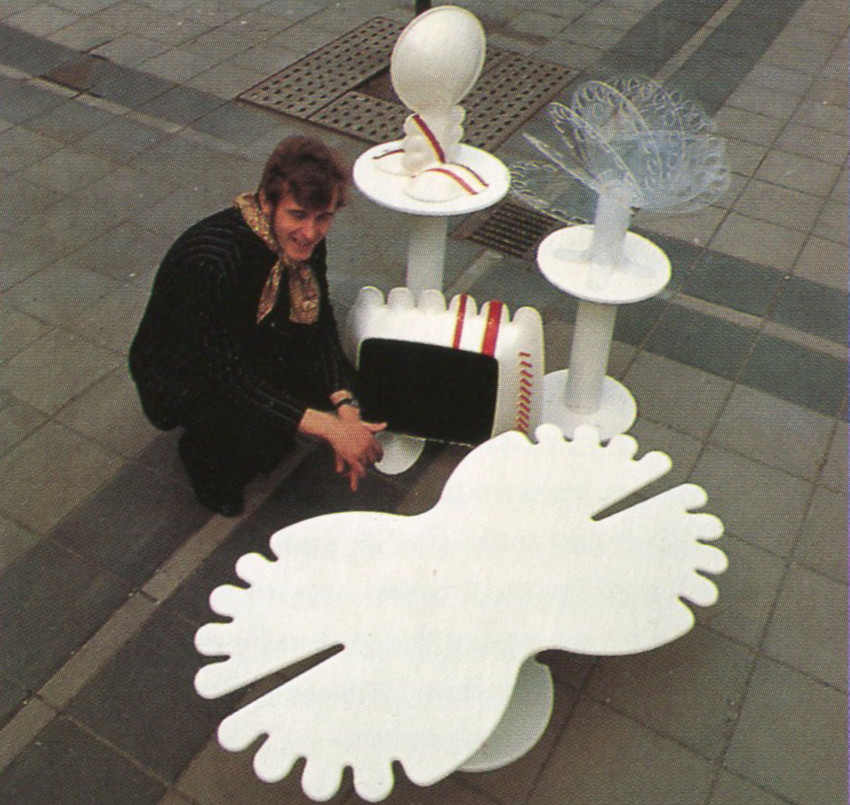
Ahlström, examensarbete 1968.

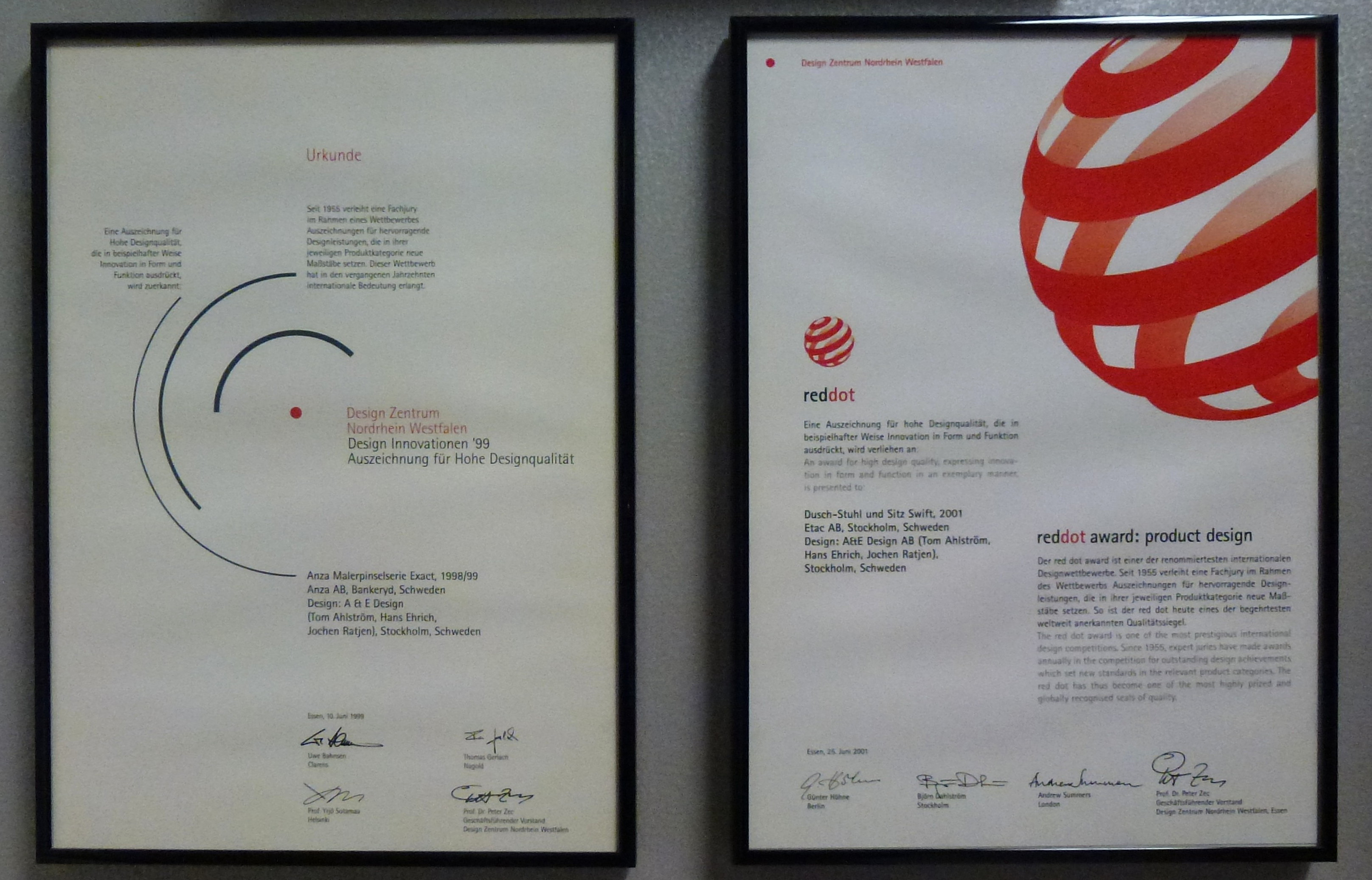
Red Dot Award år 1999, 2001.

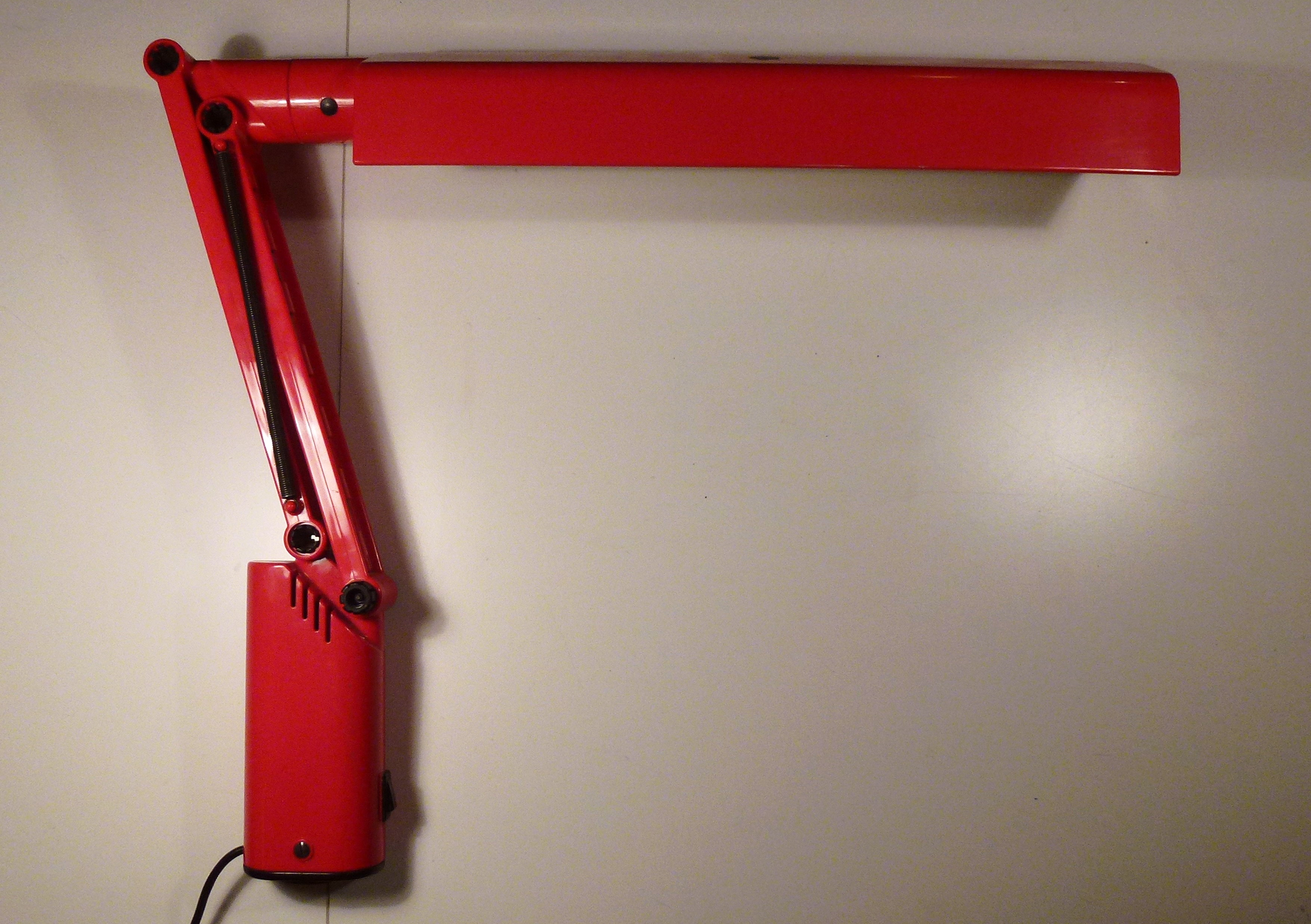
Skrivbordslampan "Lucifer" kom ut på marknaden 1975 och 2000.

Ahlströms examensarbete 1968 blev, till huvudläraren Sven Arne Gillgrens förtvivlan, ett komplett möblemang inklusive TV-apparat och bordslampa, allt tillverkat i formblåst och vakuumformad plast. Formspråket var extremt men tidstypiskt. Läraren Gillgren uppskattade däremot Ahlströms arbeten som silversmed, bland annat en plunta och en fingerring från 1967 som inköptes av Nationalmuseum i Stockholm. Ahlström fann dock att det skulle bli lättare att försörja sig som industridesigner än silversmed och bildade 1968 tillsammans med Hans Ehrich A&E Design med kontor vid Kungsholms strand i Stockholm.
Första uppdraget var att utforma en pensel med ett bekvämt handtag i polypropylen. Kunden blev nöjd och penseln en storsäljare. Det var inledningen till en lång rad produkter tillverkade av olika sorters plastmaterial och plasttekniker. A&E Design blev snart internationellt känt och prisbelönat för sin formgivning av ett flertal produkter som diskborsten för norska Jordan, badbrädan ”Fresh”, dusch- och toalettstolen ”Clean” och museipallen ”Stockholm II”. Pallen finns idag (2012) på över 1000 museer runtom i världen, inte som utställningsföremål utan för att trötta museibesökare kan vila sina ben eller använda den som stå- och promenadstöd. 
Mycket känd blev även företagets könummerautomat M80 och nummertablå från 1974 för ”Turn-O-Matic”, som fick ordning i väntköer på apotek och systembolaget. När år 2005 utlystes till "Designår" hedrades den svenska designverksamheten av posten genom sex frimärken, där den framgångsrika och välkända kölappsautomaten ”M80” var ett av motiven. Bland belysningsarmaturer kan nämnas Lucifer, en skrivbordslampa helt i plast som formgavs för AB Fagerhult  1975 och återkom år 2000 som jubileumsutgåva i limiterad och signerad upplaga.
Fram till år 2002 hade A&E Design belönats med bland annat "Utmärkt Svensk Form" (14 gånger) och "Red Dot Award" (5 gånger därav 3 gånger med tillägget "The Best of the Best").
Diskborsten och könummerautomaten finns på Nationalmuseum, avdelning "Den Moderna formen 1900-2000" och pallen ”Stockholm II” ingår i designsamlingarna på bland annat Museum of Modern Art i New York och Pinakothek der Moderne i München. Ahlström finns även representerad vid bland annat Röhsska museet och Nasjonalmuseet,